# Балликлэр
Балликлэ́р (англ. Ballyclare, от ирл. Bealach Cláir — проход по равнине) — малый город района Ньютаунэбби, находящийся в графстве Антрим Северной Ирландии у реки Сикс Майл Уотер (Six Mile Water).

## Демография
Балликлэр определяется Northern Ireland Statistics and Research Agency (NISRA) как малый таун (то есть как город с населением от 4500 до 10 000 человек).

## Транспорт
На одной из железнодорожных линий местная станция открылась 24 августа 1878 года, была закрыта для пассажиров 1 октября 1930 года, закрыта для товароперевозок 3 июня 1940 года и окончательно закрыта 3 июля 1950 года. На другой линии станция была открыта 3 ноября 1884 года, закрыта для пассажиров 1 января 1938 года, закрыта для товароперевозок 2 мая 1938 года и окончательно закрыта, как и первая станция, 3 июля 1950 года.